# Gruta de Maquiné
Gruta de Maquiné (MG-0243), también conocida como Lapa Nova de Maquiné, es la cueva más antigua y una de las más visitadas comercialmente de Brasil. Se encuentra a unos 5 km (3,1 mi) de Cordisburgo y 143 km (88,9 mi) al noroeste de Belo Horizonte, en el Estado de Minas Gerais. La cueva tiene siete enormes cámaras exploradas, que suman 650 m (2132,5 pies) (lineal) y desnivel del terreno de sólo 18 m (59,1 pies). Las medidas de seguridad como iluminación, pasarelas y pasamanos permiten a una multitud de visitantes disfrutar con seguridad de las maravillas de la gruta, donde todo el recorrido es acompañado por un guía local experimentado.

## Descripción

### Geomorfología
Maquiné se encuentra orientada hacia el norte, con un pórtico en forma de arco poco profundo de aproximadamente 18 m (59,1 pies) de ancho sólo 8 m (26,2 pies) de altura. La dirección principal de la cueva es de norte a sur, siendo su mayor extensión de 438,91 m (1440,0 pies). Con una temperatura interna que oscila entre 26 a 27 °C (78,8 a 80,6 °F), es esencialmente horizontal, formando una galería continua con un ancho promedio de 9 a 12 m (29,5 a 39,4 pies) y altura de 15 a 18 m (49,2 a 59,1 pies). El principal elemento de su formación es el carbonato cálcico, presentándose también otros minerales como sílice, yeso, cuarzo y hierro. Sus galerías y salas, verdaderas rarezas arquitectónicas, son el resultado del formidable trabajo del agua durante milenios.durante milenios.

### Paleontología
Considerada la "cuna" de la paleontología en Brasil, la gruta fue descubierta en 1825 por el agricultor y terrateniente Joaquim Maria Maquiné. Es ampliamente conocida por su importancia paleontológica detectada inicialmente por Peter Claussen y el naturalista danés Peter Wilhelm Lund, quienes la exploraron científicamente por primera vez en 1834. Lund permaneció dentro de la cueva casi dos años realizando sus investigaciones sobre la paleontología brasileña, describiendo todas las cámaras, explicando la formación de estalagmitas y estalactitas y examinando restos humanos y petrificación de animales del Cuaternario. Entre otros, encontró esqueletos fosilizados de aves con una extraordinaria curvatura de hasta tres metros y el Nothrotherium maquinense, el más pequeño y emblemático de los perezosos terrestres que encontró en 1835 cuando exploró por primera vez la cueva.